# Masalia alarioides
Masalia alarioides là một loài bướm đêm trong họ Noctuidae.